# Chrysolina rossia
Chrysolina rossia (Illiger, 1802), è un coleottero appartenente alla vasta famiglia Chrysomelidae.

## Descrizione

### Adulto
Gli adulti di questa specie, sono di forma abbastanza tondeggiante. Presentano una colorazione per lo più nera, con una striscia rossa-arancione, lungo i margini delle elitre, che ne vale il nome di Chrysolina rossia. Quando spicca il volo si possono osservare le ali inferiori che riportano una colorazione sul rosso. Le zampe dell'insetto sono di media lunghezza, ma insufficienti per consentire all'animale di correre veloce. Piuttosto gli consentono di aggrapparsi saldamente agli steli delle piante. L'intero corpo non presenta pubescenze, ma è lucido e liscio.

## Biologia
Le larve di questa specie si nutrono di piante, così come gli adulti, in particolare delle foglie. Gli adulti sono visibili sul finire dell'inverno, e restano attivi fino all'arrivo dell'estate. Questo coleottero è di abitudini prettamente diurne.

## Distribuzione e habitat
Questo coleottero è diffuso in Francia, Italia, Svizzera, Austria, Slovenia, Bosnia ed Erzegovina, Croazia, Repubblica Ceca, Slovacchia, Bulgaria, Romania, Ungheria.